# Numa Ayrinhac
Numa Camille Ayrinhac (Espalion, 1881 - Buenos Aires, 1951) est un artiste franco-argentin. Natif du département de l’Aveyron, mais émigré en Argentine dès l’âge de 3 ans, il reste connu principalement pour avoir peint les portraits de Juan Domingo et d’Eva Perón.

## Biographie
En 1884, la famille de Numa Ayrinhac émigra de l'Aveyron en Argentine, alors qu'il avait trois ans, et vint s’établir dans la colonie pampéenne aveyronnaise de Pigüé, dans le sud-ouest de la province de Buenos Aires.
Ernesto de la Cárcova l'initia à la peinture dans son atelier de Buenos Aires, et l’emmena en voyage à Paris, où Ayrinhac intégra l’Académie des beaux-arts, puis pendant neuf ans l'académie de la Grande-Chaumière.
Il participa comme combattant à la Première Guerre mondiale, durant laquelle il sera grièvement blessé.
De retour en Argentine, il exécuta de nombreux tableaux en prenant pour sujet les paysages et les notabilités du sud de la province de Buenos Aires, en particulier de Pigüé. La plupart de ses paysages ont paru dans le quotidien La Nación.

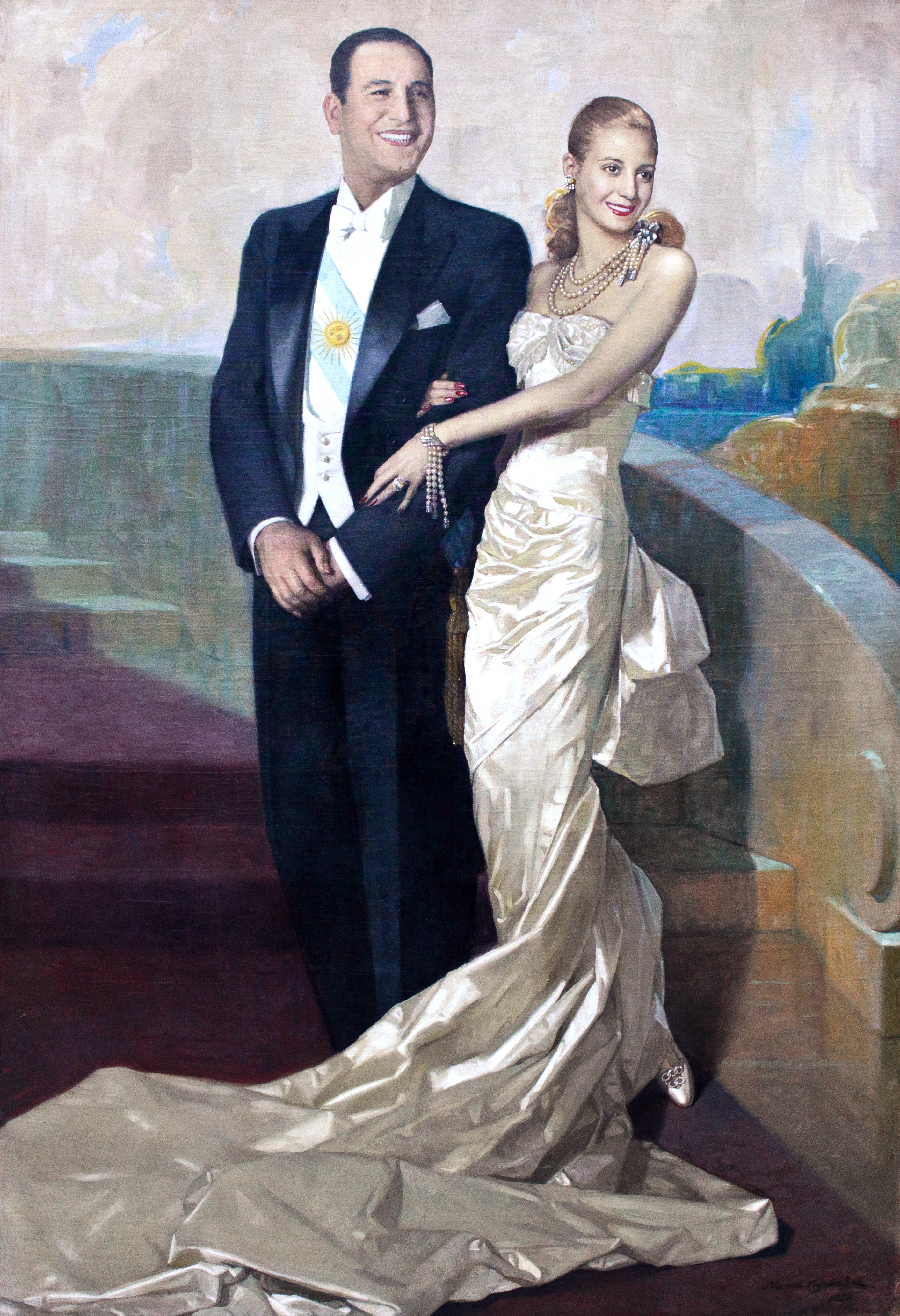
Portrait de Juan Domingo Perón et Eva Duarte (Buenos Aires, Museo del Bicentenario).

Sous le premier gouvernement de Juan Perón, il sera le seul peintre à qui Eva Perón voulut confier le soin de la portraiturer ; en effet, l’image d’Evita, soigneusement construite, idéalisée et intégrée dans l’imaginaire populaire, fut un terrain strictement réservé à quelques personnes choisies. Son œuvre la plus célèbre reste le portrait de pied en cap de Juan et Eva Perón, de 1948, unique portrait officiel jamais peint du couple, actuellement en possession de la Casa Rosada et exposé au musée du Bicentenaire ; ce tableau, qui tend à faire du couple présidentiel un parangon d’élégance et de distinction ― lui en impeccable costume de gala et elle vêtue d’une robe gris perle conçue par Christian Dior ―, se démarque de la tradition en ce sens que jamais auparavant un président de la république argentine ne s’était laissé représenter aux côtés de la première dame, ni, moins encore, avec un visage souriant.
En 1948 également, avant le départ en Europe d’Evita en vue de sa tournée arc-en-ciel, Numa Ayrinhac réalisa un autre tableau d’elle, sur lequel, alors âgée de 27 ans, elle brille au milieu du jeu de tonalités que produisait la fameuse robe de taffetas créée par Jacques Fath, celle-là même qui sera vendue aux enchères en 1995 et acquise par l’entrepreneur Carlos Spadone.
En 1950, il exécuta le portrait d’Eva Perón qui allait être utilisé en couverture de son livre La razón de mi vida (titre français : la Raison de ma vie). L’œuvre originelle sera cependant détruite par les militaires auteurs du coup d’État dit Révolution libératrice qui renversa Perón en 1955.
D’autre part, Ayrinhac réalisa en 1947 un important portrait de la mère d’Evita, Juana Ibarguren, où elle apparaît sobrement habillée de noir, avec sur le visage une expression de fermeté, et un autre de son frère Juan Duarte.
Il est également l'auteur des statues sur les monuments à Clément Cabanettes et Eduardo Casey, fondateurs de la ville de Pigüé, ainsi que d'autres statues qui ornent cette ville.
Il décéda à Buenos Aires le 23 mars 1951.

## Expositions
- Exposition au Vieux-Palais d´Espalion, du 1er juillet au 7 août 2011.